# James McAtee
James John McAtee (* 18. října 2002) je anglický profesionální fotbalista, který hraje na pozici záložníka nebo křídla za klub Nottingham Forest FC a anglický národní tým do 21 let.

## Klubová kariéra

### Manchester City
McAtee se poprvé objevil v dresu Citizens 29. října 2019 při porážce v EFL Trophy proti Boltonu Wanderers. Během sezóny 2020/21 si McAtee zahrál také při vítězství EFL Trophy proti Scunthorpe United, ve kterém hrál proti svému staršímu bratrovi Johnovi a Mansfield Town, a také při porážce s Tranmere Rovers. Dne 24. srpna 2021 skóroval při vítězství 3:0 nad Scunthorpe United.
V listopadu 2020 McAtee skóroval při vítězství 3:2 nad Chelsea ve finále FA Youth Cupu a následně vstřelil osm gólů a přidal devět asistencí ve třiadvaceti vystoupeních, když se City stalo mistrem Premier League 2 2020/21.
Dne 21. září 2021 debutoval McAtee jako náhradník za Joshe Wilsona-Esbranda při domácím vítězství City 6:1 nad Wycombe Wanderers v EFL Cupu. Dne 21. listopadu 2021 debutoval v Premier League jako náhradník za Colea Palmera při domácím vítězství 3:0 nad Evertonem.

#### Sheffield United (hostování)
Dne 4. července 2022 se McAtee připojil k týmu Championship Sheffield United na sezónní hostování po boku spoluhráče z Manchesteru City Tommyho Doyla. Sheffield United postoupil do semifinále FA Cupu, kde se utkal s Manchesterem City, a proto McAtee spolu s Doylem nemohl hrát v semifinále proti svému mateřskému klubu kvůli pravidlům FA, která zakazují hráčům na hostování hrát proti svým mateřským klubům. Byl součástí týmu, který postoupil z EFL Championship, když skončil na 2. místě za Burnley.
Během předsezónní přípravy se McAtee vrátil do City a byl součástí prvního týmu, který cestoval do Asie. Dne 11. srpna 2023 nastoupil v 89. minutě jako náhradník za Kylea Walkera při úvodním vítězství City v Premier League na hřišti Burnley. 27. srpna byl nevyužitým náhradníkem při výhře 2:1 na hřišti Sheffieldu United. O pět dní později, 1. září, se vrátil do Sheffieldu na sezónní hostování.

## Reprezentační kariéra
V listopadu 2019 debutoval v reprezentaci Anglie do 18 let a dvakrát skóroval při remíze 4:4 s Norskem.
Dne 6. září 2021 vstřelil jeden z gólů reprezentace Anglie do 20 let při výhře 6:1 nad Rumunskem.
Dne 6. června 2022 byl McAtee poprvé povolán do anglické reprezentace do 21 let. Dne 10. června 2022 debutoval McAtee v reprezentaci do 21 let během kvalifikace na Mistrovství Evropy ve fotbale hráčů do 21 let 2023, kdy Anglie zvítězila 5:0 nad Kosovem.

## Osobní život
McAtee je mladším bratrem útočníka Luton Town Johna McAteeho. Jejich otec, dědeček z otcovy strany a prastrýcové hráli profesionálně ragbyovou ligu, a fotbalisté a manažeři Alan Ball Sr. a Alan Ball Jr. jsou jejich pradědeček z matčiny strany a prastrýc.

## Statistiky

### Klubové
Platí k zápasu hranému 10. února 2024.
| Klub                         | Sezóna            | Liga              | Liga   | Liga | Národní pohár | Národní pohár | Ligový pohár | Ligový pohár | Kontinentální | Kontinentální | Celkově | Celkově |
| Klub                         | Sezóna            | Soutěž            | Zápasy | Góly | Zápasy        | Góly          | Zápasy       | Góly         | Zápasy        | Góly          | Zápasy  | Góly    |
| ---------------------------- | ----------------- | ----------------- | ------ | ---- | ------------- | ------------- | ------------ | ------------ | ------------- | ------------- | ------- | ------- |
| Manchester City              | 2021/22           | Premier League    | 2      | 0    | 2             | 0             | 1            | 0            | 1             | 0             | 6       | 0       |
| Manchester City              | 2023/24           | Premier League    | 1      | 0    | 0             | 0             | 0            | 0            | 0             | 0             | 1       | 0       |
| Manchester City              | Celkově           | Celkově           | 3      | 0    | 2             | 0             | 1            | 0            | 1             | 0             | 7       | 0       |
| Sheffield United (hostování) | 2022/23           | Championship      | 37     | 9    | 5             | 0             | 1            | 0            | –             | –             | 42      | 9       |
| Sheffield United (hostování) | 2023/24           | Premier League    | 19     | 3    | 2             | 2             | 0            | 0            | –             | –             | 21      | 5       |
| Sheffield United (hostování) | Celkově           | Celkově           | 56     | 12   | 7             | 2             | 1            | 0            | –             | –             | 64      | 14      |
| Celkově v kariéře            | Celkově v kariéře | Celkově v kariéře | 59     | 12   | 9             | 2             | 2            | 0            | 1             | 0             | 71      | 14      |

## Úspěchy

### Klubové
Manchester City (akademie)
- FA Youth Cup: 2019/20

Manchester City
- Superpohár UEFA: 2023

### Individuální
- Hráč roku akademie Manchesteru City: 2021/22
- Hráč měsíce Premier League 2: srpen 2021
- Hráč sezóny Premier League 2: 2021/22
- Mladý hráč roku Sheffieldu United: 2022/23